# Galleggiare (singolo)
Galleggiare è un singolo della cantautrice italiana Serena Brancale, pubblicato il 12 febbraio 2015 come primo estratto dal primo album in studio omonimo.
Il brano è stato presentato al Festival di Sanremo 2015 nella sezione "Nuove proposte", non riuscendo a classificarsi tra i finalisti.

## Descrizione
Il brano, scritto interamente dalla cantautrice Serena Brancale è una ballad jazz dalle atmosfere eleganti e rarefatte, con un sound caratterizzato dalla presenza di pianoforte, piano elettrico, batteria suonata con le spazzole, contrabbasso ed archi.
Il testo parla di una sorta di stallo in una storia d'amore, in cui i due protagonisti non riescono a leggere una situazione in divenire, finendo per avvertire una situazione resa metaforicamente dalla parola che dà il titolo al brano: "galleggiare".
La canzone è stata presentata in gara al Festival di Sanremo 2015 nella sezione "Nuove proposte" ed eseguita durante la terza serata della kermesse, il 12 febbraio 2015, venendo eliminata nello scontro diretto con Ritornerò da te di Giovanni Caccamo, successivamente vincitore della categoria.
Successivamente il brano è stato inserito nell'omonimo album Galleggiare pubblicato il 25 febbraio in due versioni: quella integrale, di durata oltre i quattro minuti, e quella presentata in gara al Festival di Sanremo, più breve.

## Video musicale
Il video musicale è stato pubblicato il 3 febbraio 2015 attraverso il canale YouTube della Warner Music Italy e rappresenta la cantautrice che canta il brano in questione immersa in una vasca piena d'acqua.

## Tracce
Testi e musiche di Serena Brancale.
1. Galleggiare – 4:16
2. Galleggiare (Sanremo Version) – 3:46